# دانيال وايت (ضابط)
دانيال وايت (بالإنجليزية: Daniel White)‏ هو ضابط أمريكي، ولد في 1833 في Winterport, Maine ‏ في الولايات المتحدة، وتوفي في 1895 في بوسطن في الولايات المتحدة.